# Leo Klein Gebbink
Leo Klein Gebbink, né le 9 janvier 1968 à Zelhem, est un joueur néerlandais de hockey sur gazon.

## Palmarès
- Médaille d'or aux Jeux olympiques d'Atlanta en 1996[1]